# Brouwerij De Prael
Brouwerij De Prael is een brouwerij en sociale onderneming, opgericht in 2002 in Amsterdam. De brouwerij is lid van CRAFT (voorheen het Kleine Brouwers Collectief). 
Inmiddels wordt er alleen nog actief gebrouwen in de brouwerij van De Prael in Den Haag en zijn er proeflokalen in het oude centrum van Amsterdam en in Den Haag. Op alle locaties van De Prael werken medewerkers met een afstand tot de arbeidsmarkt. 

## Geschiedenis
De brouwerij werd in 2002 door Arno Kooy en Fer Kok gevestigd op het bedrijventerrein Schinkel buiten het centrum. Aanvankelijk heette de brouwerij De Parel, maar deze naam moest worden gewijzigd op last van de Budelse brouwerij, omdat deze al een bier maakte met de naam "Parel". Daarom werd voor het anagram "De Prael" gekozen.
In 2008 verhuisde de brouwerij naar de Oudezijds Voorburgwal. In dat pand werd een grotere brouwerij geïnstalleerd die aan de toegenomen vraag kon voldoen. In 2011 werd hiernaast ook een proeflokaal geopend voor de ter plaatse gebrouwen bieren.

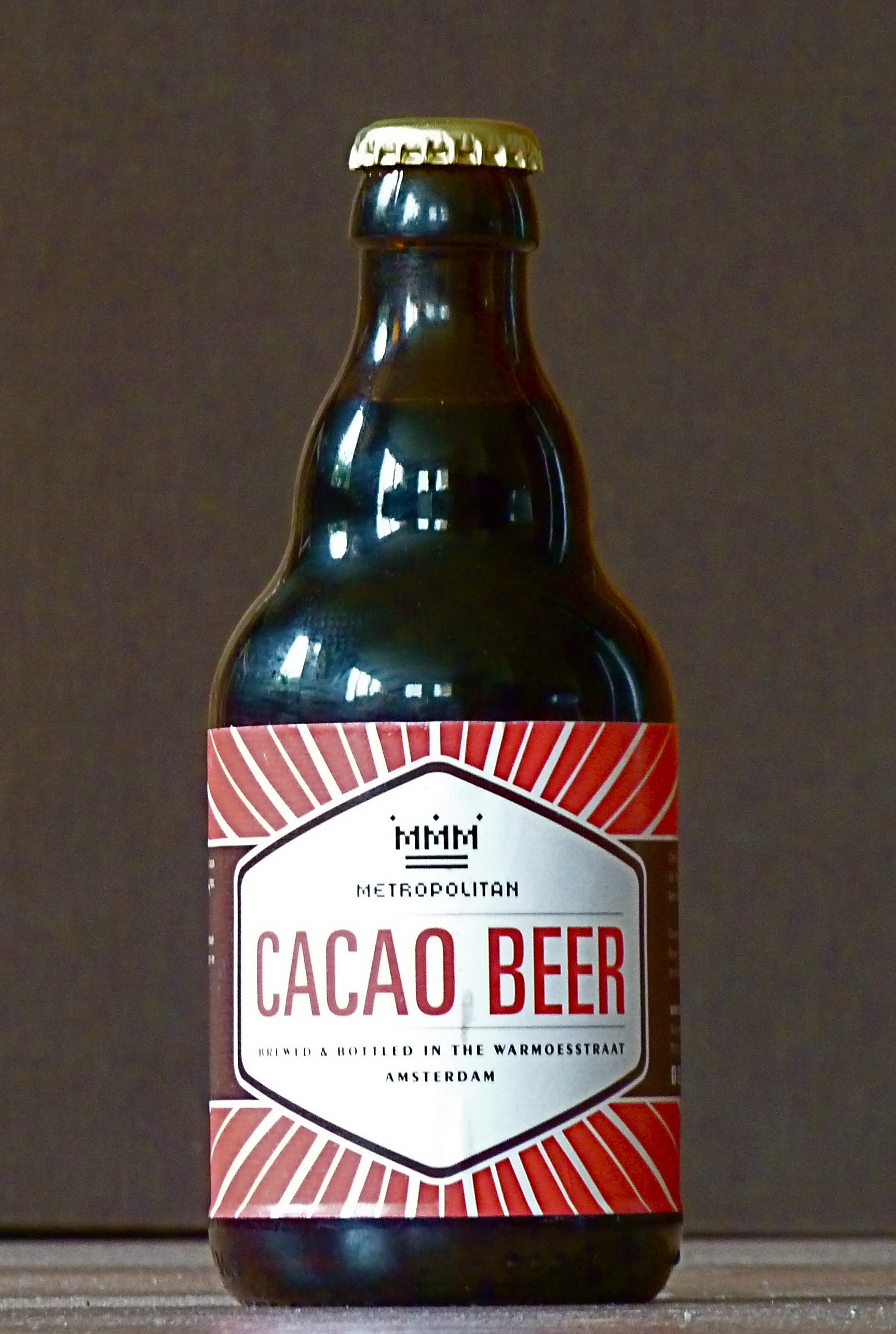
Cacao-bier gemaakt in opdracht van chocolademerk Metropolitan.

De brouwerij heeft meerdere proeflokalen en brouwerijen gehad, waaronder in het verleden in de Houthavens Amsterdam (brouwerij en proeflokaal), Groningen (brouwerij en proeflokaal) en in de pijp in Amsterdam (proeflokaal). Op dit moment zijn de proeflokalen in de oude binnenstad van Amsterdam en Den Haag nog actief en is de brouwerij in Den Haag de enige actieve brouwerij van De Prael. 

### Sociale functie
In de brouwerij werkten mensen met een beperking, die elders moeilijk aan werk komen. Hiermee had de brouwerij een sociale functie. Brouwerij De Prael was in 2002 de eerste Nederlandse brouwerij die voor deze manier van werken koos, maar het idee heeft inmiddels navolging gehad bij meerdere brouwerijen. 

### Volksmuziek
De bieren van de brouwerij worden vaak vernoemd naar bekende Nederlandse volkszangers, zoals Johnny, Tante Leen en Willeke. In het proeflokaal is ook veel Nederlandstalige muziek te horen. Hiermee hoopt De Prael zich als typisch Nederlandse brouwerij te profileren.

## Bieren
Het relatief grote assortiment bieren loopt uiteen in smaak, kleur en alcoholpercentage. De brouwerij brouwt niet alleen Nederlandse en Belgische stijlen, maar ook Duitse zoals Kölsch. Ook zijn er seizoengebonden bieren.
Daarnaast wordt er ook gebrouwen in opdracht van anderen, zogenaamde brouwerijhuurders.